# M'Rara
M'Rara è un comune dell'Algeria, situato nella provincia di El M'Ghair.